# 第二次小泉內閣
第二次小泉内閣（日语：／ Dainiji Koizumi Kaikaku */?）是日本眾議院議員、自由民主黨總裁小泉純一郎就任第88任內閣總理大臣（首相）後，自2003年11月19日至2004年9月27日組成的內閣。

## 國務大臣
| 職務                                                                                    | 姓名 | 姓名       | 所属                           | 特命事項等                          | 備註             |
| --------------------------------------------------------------------------------------- | ---- | ---------- | ------------------------------ | ----------------------------------- | ---------------- |
| 內閣總理大臣                                                                            |      | 小泉純一郎 | 眾議院 自由民主黨              |                                     | 自由民主黨總裁   |
| 總務大臣                                                                                |      | 麻生太郎   | 眾議院 自由民主黨 （河野集團） |                                     |                  |
| 法務大臣                                                                                |      | 野澤太三   | 參議院 自由民主黨 （森派）     |                                     |                  |
| 外務大臣                                                                                |      | 川口順子   | 民間人                         |                                     |                  |
| 財務大臣                                                                                |      | 谷垣禎一   | 眾議院 自由民主黨 （小里派）   |                                     |                  |
| 文部科學大臣                                                                            |      | 河村建夫   | 眾議院 自由民主黨 （龜井派）   | 國立國會圖書館聯絡調整委員會委員    |                  |
| 厚生勞動大臣                                                                            |      | 坂口力     | 眾議院 公明黨                  |                                     |                  |
| 農林水產大臣                                                                            |      | 龜井善之   | 眾議院 自由民主黨 （山崎派）   |                                     |                  |
| 經濟產業大臣                                                                            |      | 中川昭一   | 眾議院 自由民主黨 （龜井派）   | 國際博覧會擔當                      |                  |
| 國土交通大臣                                                                            |      | 石原伸晃   | 眾議院 自由民主黨 （無派閥）   | 首都機能轉移 觀光立國擔當           |                  |
| 環境大臣                                                                                |      | 小池百合子 | 眾議院 自由民主黨 （森派）     | 地球環境問題擔當                    |                  |
| 內閣官房長官 內閣府特命擔當大臣 （男女共同參與擔當）                                    |      | 福田康夫   | 眾議院 自由民主黨 （森派）     |                                     | 2004年5月7日辞任 |
| 內閣官房長官 內閣府特命擔當大臣 （男女共同參與擔當）                                    |      | 細田博之   | 眾議院 自由民主黨 （森派）     |                                     | 2004年5月7日任命 |
| 國家公安委員會委員長 內閣府特命擔當大臣 （青少年育成及少子化對策擔當） （食品安全擔當） |      | 小野清子   | 參議院 自由民主黨 （龜井派）   |                                     |                  |
| 防衛廳長官                                                                              |      | 石破茂     | 眾議院 自由民主黨 （橋本派）   |                                     |                  |
| 內閣府特命擔當大臣 （沖繩及北方對策擔當） （個人隱私保護擔當） （科學技術政策擔當）     |      | 茂木敏充   | 眾議院 自由民主黨 （橋本派）   | 情報通信技術(IT)擔當                |                  |
| 內閣府特命擔當大臣 （金融擔當） （經濟財政政策擔當）                                    |      | 竹中平藏   | 民間人                         |                                     |                  |
| 內閣府特命擔當大臣 （規制改革擔當） （產業再生機構擔當）                                |      | 金子一義   | 眾議院 自由民主黨 （堀內派）   | 行政改革 構造改革特區及地域再生擔當 |                  |
| 內閣府特命擔當大臣 （防災擔當）                                                         |      | 井上喜一   | 眾議院 自由民主黨 （二階集團） | 事態對處法制擔當                    |                  |

## 外部連結
- 閣僚名單 （页面存档备份，存于）
- 副大臣名單 （页面存档备份，存于）